# Alatina
Alatina Gershwin, 2005 è un genere di celenterati della famiglia Alatinidae.

## Distribuzione e habitat
Le diverse specie di Alatina sono diffuse principalmente nel Pacifico, ma si possono trovare anche nell'Atlantico, nell'Oceano Indiano, nel mar dei Caraibi e nel mar Rosso.
A differenza delle altre cubomeduse, le specie del genere Alatina vivono ai bordi della piattaforma continentale, a grandi profondità e in mare aperto, con alcune eccezioni, come l'A. alata che vive in acque poco profonde. Alcune specie, come la A. moseri (o A. mordens), risalgono in superficie solamente durante alcuni giorni dell'anno, per la riproduzione. Si considera che le meduse Alatina vivano fino a 12 mesi.

## Caratteristiche
Le Alatina si distinguono dalle altre caribdeida grazie ad alcune caratteristiche peculiari. I grandi pedalia, strutture allungate che supportano i tentacoli, sono più lunghi e robusti che negli altri generi. Il phacellus, struttura presente nello stomaco e sormontato da lunghi cirri, ha forma di mezza-luna. Le Alatina hanno anche in genere tre canali radiali per ognuna delle otto sezioni del velarium. Un'altra caratteristica tipica del genere, condivisa con la Manokia, è la forma a T della nicchia che accoglie ogni ropalio.

## Sistematica
Il genere comprende le seguenti specie:
- A. alata Reunaud, 1830
- A. grandis Agassiz & Mayer, 1902
- A. madraspatana Menon, 1930
- A. moseri Mayer, 1906
- A. pyramis Haeckel, 1880
- A. rainensis Gershwin, 2005
- A. tetraptera Haeckel, 1880

L'analisi filogenetica della A. moseri delle Hawaii e della A. mordens australiana ha indicato che queste due specie ne costituiscono di fatto una sola, con una coesione fra le diverse popolazioni;  lo studio della descrizione originale di Mayer dimostra la presenza della A. moseri nelle isole Hawaii almeno dall'inizio del XX secolo.